# Artem Milevskîi
Artem Volodîmîrovîci Milevskîi (în ucraineană Артем Володимирович Мілевський, în belarusă Арцём Мілеўскі, cu alfabet Łacinka: Arțiom Milieúski; n. 12 ianuarie 1985, Minsk, RSS Bielorusă, URSS) este un fotbalist bielorus liber de contract. A făcut parte din lotul Ucrainei de la Campionatul Mondial de Fotbal 2006, fiind folosit în partidele cu Arabia Saudită (partidă în care l-a înlocuit pe Andrei Șevcenko), Elveția (când a transformat un penalty la loviturile de departajare în stilul Panenka) și Italia.
În luna august 2008, a fost declarat cel mai bun fotbalist al lunii în Ucraina, după performanța remarcabilă din tururile preliminare ale Ligii Campionilor din acel an, când a marcat 5 goluri în cele 4 meciuri disputate împotriva lui Drogheda United și Spartak Moscova.

## Palmares
Dynamo Kyiv
- Premier Liga: 2003, 2004, 2007, 2009
- Cupa Ucrainei la fotbal: 2003, 2005, 2006, 2007
- Supercupa Ucrainei: 2004, 2006, 2007, 2009, 2011

 Ucraina U-21
- UEFA U-21 Championship 2006: finalist

### Individual
- Golgheter al Premier Liga: 2008/2009,[6] 2009/10[7]
- Fotbalistul ucrainean al anului: 2008, 2009